# Blepephaeus laosicus
Blepephaeus laosicus är en skalbaggsart som beskrevs av Stefan von Breuning 1947. Blepephaeus laosicus ingår i släktet Blepephaeus och familjen långhorningar.
Artens utbredningsområde är Laos. Inga underarter finns listade.